# Чипинг Нортън
Чипинг Нортън (на английски: Chipping Norton) е град в община Западен Оксфордшър, графство Оксфордшър, регион Югоизточна Англия. Намира се на 30 km северозападно от Оксфорд. Населението му е около 6000 души (2001).

## Личности
Родени
- Уентуърт Милър (р. 1972), актьор
- Рейчъл Уорд (р. 1957), актриса